# Cornelius Hasselblatt

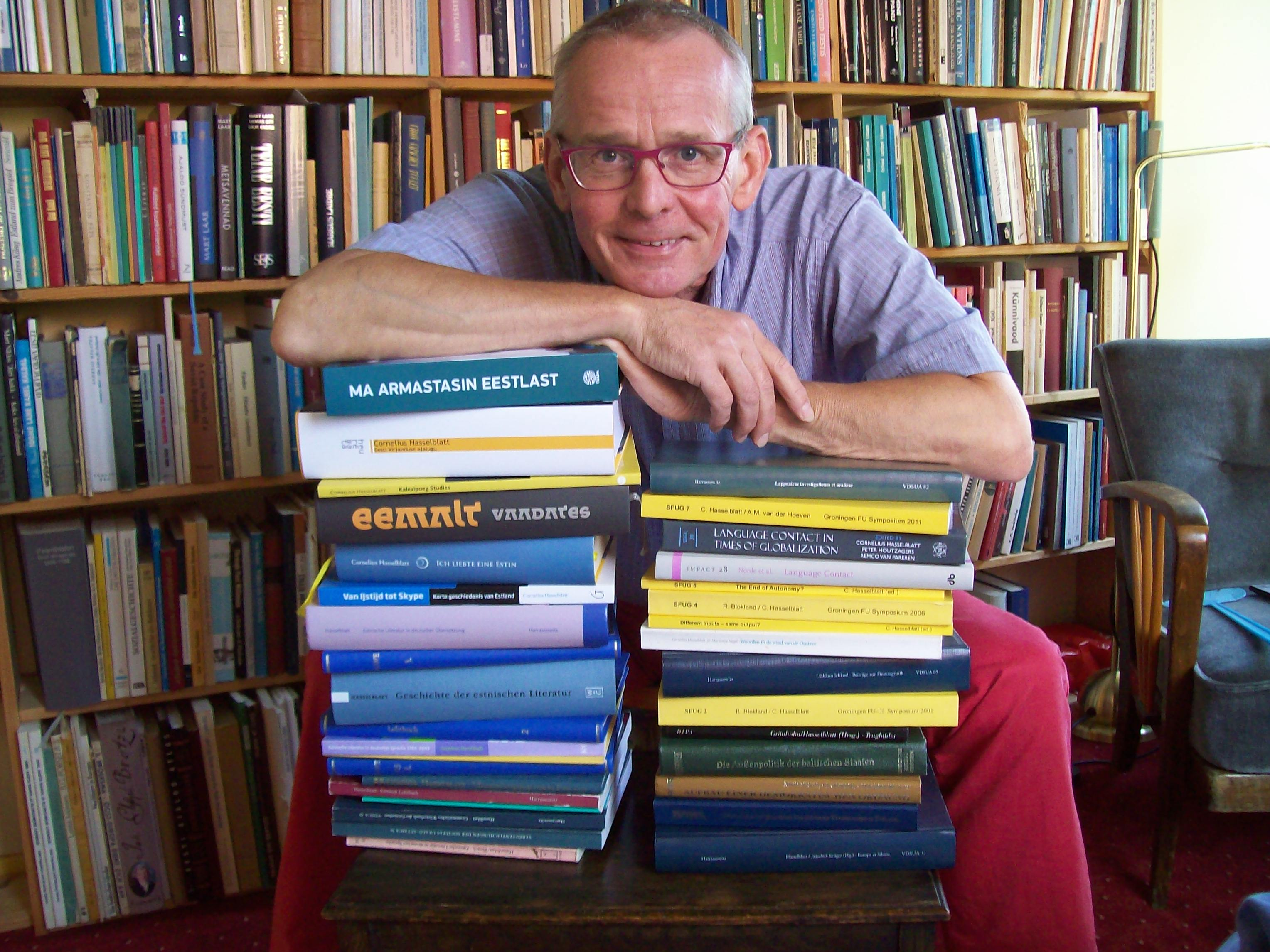
Cornelius Hasselblatt mit seinen Büchern, 2016

Cornelius Hasselblatt (* 17. August 1960 in Hildesheim) ist ein niederländischer Finnougrist deutscher Herkunft und Übersetzer estnischer Literatur.

## Leben
Cornelius Hasselblatt lebte seit November 1960 mit seiner Familie in Hannover. Von August 1967 bis August 1977 besuchte er nach der Grundschule das Ratsgymnasium und die Bismarckschule in Hannover. Im Juni 1980 legte er in Hannover auch sein Abitur ab.
Im September desselben Jahres begann er, an der Universität Hamburg Finnougristik sowie Geschichts- und Literaturwissenschaft zu studieren. Zwischen September 1982 und Juni 1983 studierte er als Stipendiat an der Universität Helsinki. Nach eigenen Studienreisen nach Estland lud ihn von Februar bis März 1985 der Schriftstellerverband der Estnischen SSR nach Tallinn ein.
1985 gründete er gemeinsam mit Tapio Mäkeläinen die Quartalszeitschrift estonia (ISSN 0930-8792), die sich für die Verbreitung von Informationen über die estnische Literatur vor allem außerhalb Estlands einsetzte. Nach dem Erreichen des Magister artium (Universität Hamburg) im Juli 1986 arbeitete Hasselblatt von Herbst 1986 bis Herbst 1989 als wissenschaftlicher Mitarbeiter (Doktorand) am Finnisch-Ugrischen Seminar und schrieb seine Dissertation. Im Oktober 1989 ließ er sich in Helsinki nieder und arbeitete dort bis August 1990 an einer Öffentlichen Bibliothek. Im Sommer desselben Jahres konnte er sein Studium mit einer Promotion abschließen. Sein Doktorvater war Wolfgang Veenker.
Vom September 1990 bis Februar 1991 arbeitete Hasselblatt in Helsinki an der dortigen Universitätsbibliothek. Anschließend kehrte er nach Hamburg zurück. Zwischen Oktober 1991 und Oktober 1992 erstellte Hasselblatt für die deutsch-baltische Landsmannschaft ein Konzept für ein wissenschaftliches Institut. Seit Herbst 1992 war er Referent an Institut für Deutschland- und Osteuropaforschung in Göttingen, von 1995 bis 1998 arbeitete er als wissenschaftlicher Assistent an am Finnisch-Ugrischen Seminar der Universität Hamburg. Von 1998 bis 2014 (Schließung des Instituts) hatte Hasselblatt den Lehrstuhl für finnougrische Sprachen und Kulturen an der Reichsuniversität Groningen inne. Sein ehemaliger Student, Doktorand und Kollege in Groningen, Rogier Blokland, ist seit 2014 Professor für Finnougristik an der Universität Uppsala.

## Mitgliedschaften und Ehrungen
- Übersetzungspreis der Estnischen Kulturkapitals, 1993, 1996 (gemeinsam mit Marianne Vogel)
- Baltische Historische Kommission e. V., 1994 ordentliches Mitglied[1]
- Finnische Literaturgesellschaft, 1999 korrespondierendes Mitglied
- Orden des Marienland-Kreuzes, III. Klasse, 2004
- Preis des Estnischen Kulturkapitals, freie Kategorie, 2006
- Ehrendoktor der Universität Tartu, 2009
- Siugja Sulepea-Preis, 2012
- Estnische Akademie der Wissenschaften, 2015 korrespondierendes Mitglied
- Kreutzwald-Erinnerungsmedaille, 2017.

## Bibliographie (Auswahl)

### Monographien
- Das estnische Partikelverb als Lehnübersetzung aus dem Deutschen (Veröffentlichungen der Societas Uralo-Altaica; Bd. 31). Harrassowitz, Wiesbaden 1990, ISBN 3-447-03053-4 (zugl. Dissertation, Universität Hamburg 1990).
- Estnische Literatur in deutscher Sprache 1784–2003. Bibliographie der Primär- und Sekundärliteratur. Bremen: Hempen Verlag 2004, ISBN 978-3-934106-43-7.
- Geschichte der estnischen Literatur. Von den Anfängen bis zur Gegenwart. De Gruyter, Berlin 2006, ISBN 978-3-11-018025-1.
- Grammatisches Wörterbuch des Estnischen (Veröffentlichungen der Societas Uralo-Altaica; Bd. 77). 3. Aufl. Harrassowitz, Wiesbaden 2008, ISBN 978-3-447-05856-8.
- Estnische Literatur in deutscher Übersetzung. Eine Rezeptionsgeschichte vom 19. bis 21. Jahrhundert. Harrassowitz Verlag, Wiesbaden 2011, ISBN 978-3-447-06586-3.
- Van IJstijd tot Skype. Korte geschiedenis van Estland. Garant, Antwerpen, Apeldoorn 2012, ISBN 978-90-441-2968-7.
- Ich liebte eine Estin. Autobiografische Streifzüge. Husum: ihleo 2012, ISBN 978-3-940926-27-2.
- Eemalt vaadates. Veerand sajandit eesti kirjandusega. Tartu: Tartu Ülikooli Kirjastus 2015 (Studia litteraria Estonica 15), ISBN 978-9949-32-950-2.
- Kalevipoeg Studies. The Creation and Reception of an Epic. Helsinki: Finnish Literature Society – SKS 2016 (Studia Fennica Folkloristica 21), ISBN 978-952-222-711-9. doi:10.21435/sff.21
- Eesti kirjanduse 100 aastat. [Tallinn:] Riigikantselei ja AS Postimees Grupp, Post Factum 2019, ISBN 978-9949-603-74-9

### Herausgeber
- Europa et Sibirica. Beiträge zu Sprache und Kultur der kleineren finnougrischen, samojedischen und paläosibirischen Sprachen; Gedenkband für Wolfgang Veenker (= Veröffentlichungen der Societas Uralo-Altaica; Bd. 51). Harrassowitz, Wiesbaden 1999, ISBN 3-447-04223-0 (in deutscher, englischer und russischer Sprache).
- mit Rogier Blokland: Finno-Ugrians and Indo-Europeans: Linguistic and Literary Contacts. Proceedings of the Symposium at the University of Groningen, November 22–24, 2001. Maastricht: Shaker 2002.(= Studia Fenno-Ugrica Groningana; 2).
- Different inputs – same output? Autonomy and dependence of the arts under different social-economic conditions: the Estonian example. Maastricht: Shaker 2006. (= Studia Fenno-Ugrica Groningana; 3).
- mit Rogier Blokland: Language and Identity in the Finno-Ugric World. Proceedings of the Fourth International Symposium on Finno-Ugric Languages at the University of Groningen, May 17–19, 2006. Maastricht: Shaker 2007. 301 S., ISBN 978-90-423-0315-7 (= Studia Fenno-Ugrica Groningana; 4).
- The End of Autonomy? Studies in Estonian culture. Maastricht: Shaker 2008. (= Studia Fenno-Ugrica Groningana; 5).
- mit Adriaan van der Hoeven: Finno-Ugric Folklore, Myth and Cultural Identity. Proceedings of the Fifth International Symposium on Finno-Ugric Languages in Groningen, June 7–9, 2011. Maastricht: Shaker 2012. (= Studia Fenno-Ugrica Groningana; 7)

### Artikel
- Ultima Thule – liegt die Lösung in Estland? – osteuropa 35 (1985), H. 3, 153–157. (Über Lennart Meri)
- Estonian between German and Russian: Facts and fiction about language interference. – Languages in Contact. Ed. by Dicky Gilbers, John Nerbonne, Jos Schaeken. Amsterdam, Atlanta, GA: Rodopi 2000, 135-144.
- Jacob Grimm und Estland. – Finnisch-Ugrische Mitteilungen 32/33. Gedenkschrift für Eugen Helimski. Hamburg: Helmut Buske Verlag, 157-169.
- La dimension philosophique de la poésie de Jaan Kross. – Jaan Kross: bilan et découvertes. Actes de la journée Jaan Kross, 28 novembre 2008. Recueil publié sous la direction de Martin Carayol. Paris: L’Harmattan / Adéfo 2011 (Bibliothèque finno-ougrienne 20), 13-25.
- Wilhelm Schott als Wegbereiter der deutschen Finnougristik. – Finnisch-Ugrische Forschungen 62, 77-183.
- The representation of gender in Estonian. – Gender Across Languages. Volume 4. Edited by Marlis Hellinger and Heiko Motschenbacher. Amsterdam, Philadelphia: John Benjamins, 125-151.
- The Finno-Ugric Message. Literary and cultural contributions of our discipline. – Congressus Duodecimus Internationalis Fenno-Ugristarum, Oulu 2015. Plenary Papers. Edited by Harri Mantila, Kaisa Leinonen, Sisko Brunni, Santeri Palviainen, Jari Sivonen. Oulu: University of Oulu 2015, 39-61.

### Übersetzungen
- Mati Unt: Reden und Schweigen. Zwei Erzählungen. Frankfurt/M.: dipa-Verlag 1992. 123 S., ISBN 3-7638-0177-4.
- Jaan Kross: Ausgrabungen. Roman. dipa-Verlag, Frankfurt am Main 1995. 276 S., ISBN 3-7638-0343-2.
- Andrus Kivirähk: Der Schiet und das Frühjahr. Willegoos, Potsdam 2015. 80 S., ISBN 978-3-944445-08-3.
- Andrus Kivirähk: Frösche küssen. Potsdam: Willegoos 2015. 34 S., ISBN 978-3-944445-15-1.
- Andrus Kivirähk: Der Mann, der mit Schlangen sprach. Stuttgart: Klett-Cotta 2017. 462 S., ISBN 978-3-608-98107-0.
- Mihkel Mutt: Das Höhlenvolk. Lebensbilder aus der estnischen Gesellschaftschronik. Roman. Zürich: Kommode Verlag 2017. 542 S., ISBN 978-3-9524626-2-1.
- Ilmar Taska: Pobeda 1946. Zürich: Kommode Verlag 2017. 297 S., ISBN 978-3-9524626-4-5.
- Viivi Luik: Schattenspiel. Roman. Göttingen: Wallstein 2018. 270 S.
- Maarja Kangro: Kind aus Glas. Zürich: Kommode Verlag 2018. 216 S.
- Jaan Kross: Gegenwindschiff. Hamburg: Osburg Verlag 2021. ISBN 978-3-95510-254-8
- Leelo Tungal: Genossin Kind. Lüneburg: Plaggenhauer Verlag 2021. ISBN 978-3-937949-29-1
- Urmas Vadi: Der Ballettmeister. Lübeck: Rote Katze Verlag 2023. ISBN 978-3-9824732-5-3
- Indrek Hargla: Apotheker Melchior und die Revaler Chronik. Hanse-Krimi aus Tallinn und Lübeck. Lübeck: Rote Katze Verlag 2023. 479 S. ISBN 978-3-9105631-2-4
- Mart Kivastik: Barbarus. Aufstieg und Fall einer Marionette. Lübeck: Rote Katze Verlag 2024. 183 S. ISBN 978-3-910563-14-8